# Cathaemasia nycticoracis
Cathaemasia nycticoracis är en plattmaskart. Cathaemasia nycticoracis ingår i släktet Cathaemasia och familjen Cathaemasiidae. Inga underarter finns listade i Catalogue of Life.